# Гоя (премія)

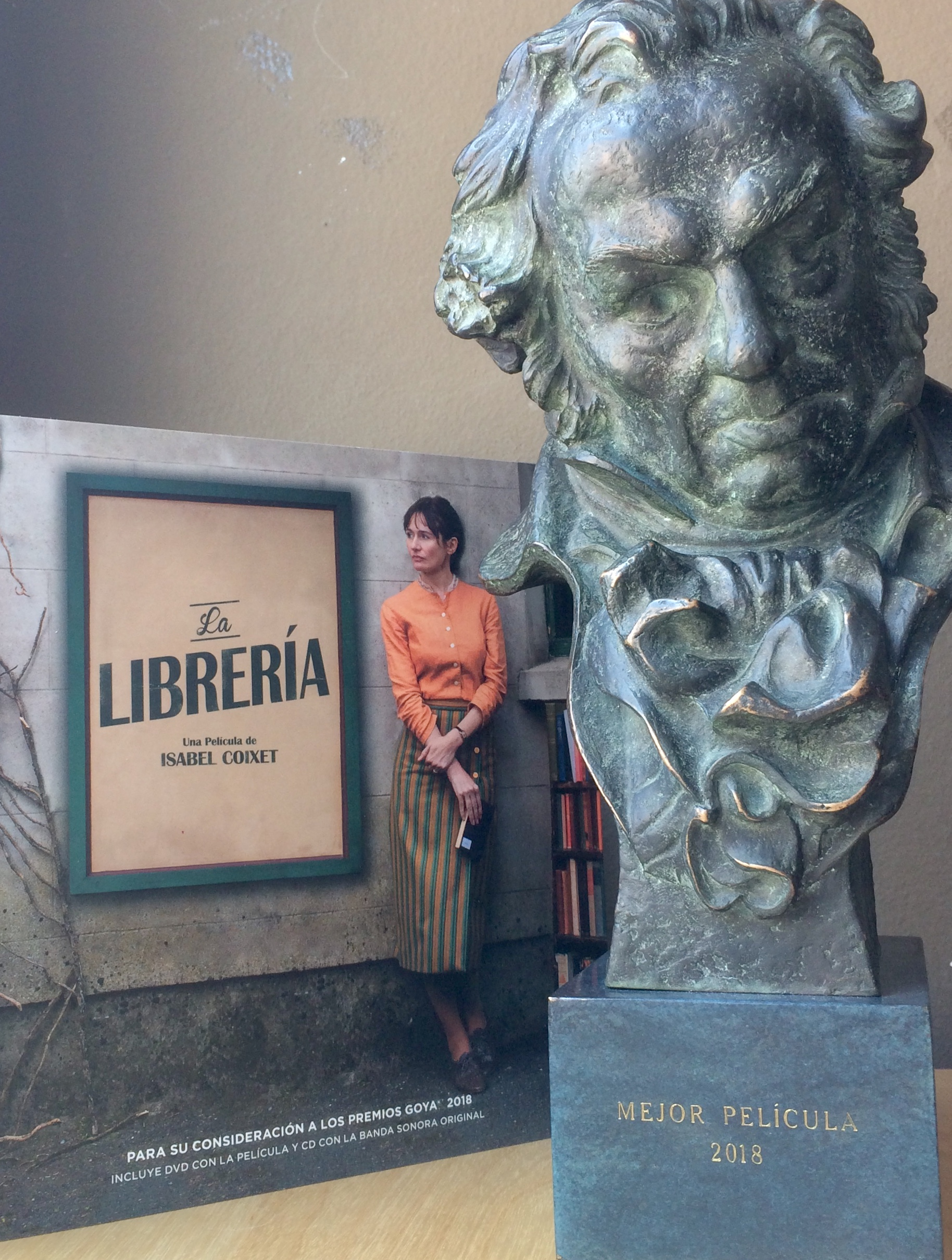
Ісабель Койшет, лауреат премії Гоя (2018)

«Гоя» (ісп. Premios Goya) — національна кінопремія в Іспанії, яку присуджує іспанська Академія кінематографічних мистецтв і наук (Academia de las Artes y las Ciencias Cinematográficas de España). Названа на честь іспанського художника Франсіско-Хосе де Гоя. 
Премію було засновано у 1987 році і перша церемонія вручення нагороди відбулась 16 березня цього ж року в Мадридському Teatro Lope de Vega. Були вручені нагороди в 15 номінаціях, тепер номінацій 28. Нагорода є бронзовим погруддям Франсіска Гоя. На першій церемонії переможцям вручався бюст, виконаний Мігелем Беррокалем. Починаючи з другої церемонії бюст створював скульптор Хосе Луїс Фернандес
Церемонія вручення кінопремії проходить щорічно наприкінці січня — на початку лютого.

## Нагороди в категоріях
- Найкращий фільм
- Найкращий режисер
- Найкраща акторка
- Найкращий актор